# Dieputatskij
Dieputatskij – osiedle typu miejskiego w Rosji, w Jakucji. W 2010 roku liczyło 2983 mieszkańców.